# Pisonia grandis
La Pisonia grandis és una espècie d'arbre amb flors de la família de les buguenvíl·lees, Nictaginàcies.

## Descripció
L'arbre té fulles amples i primes, escorça llisa i produeix panícules de flors verdes d'olor dolça que maduren en llavors enganxoses amb espines.
La Pisonia grandis és un arbre majoritàriament de fulla perenne, de creixement força ràpid, que arriba a superar els 20 metres d'alçada. El diàmetre del tronc arriba als 50 centímetres, rarament supera els 1,5 metres. L'escorça és grisenca.
Les fulles, majoritàriament oposades i simples, tenen tiges curtes. El pecíol fa fins a 6 centímetres de llarg. Són ovades a obovades o el·líptiques, rarament lleugerament cordades, agudes a acuminades, lleugerament coriàcies, amb marges sencers, i arriben fins als 30 centímetres de llarg. Les fulles són escassament piloses a glabres. Les estípules són absents.
La Pisonia grandis és polígama, monoica o dioica, amb flors hermafrodites. Es formen inflorescències petites, terminals o axil·lars i umbel·lades. Les flors funcionalment unisexuals o hermafrodites, fragants, petites, de tija curta amb un periant simple són de color blanc o groc-verdós a verdós. Hi ha fins a quatre bràctees. El periant, finament pelut i lleugerament carnós, té forma d'embut i cinc lòbuls curts, i a l'exterior hi ha cinc fileres de glàndules negres. Els 6-10 estams lleugerament sortints, fusionats a la base, són lleugerament desiguals de longitud. L'ovari glabre, de pecíol curt i amb un estil curt és súper. L'estigma capitat està lleugerament serrejat. Les flors masculines tenen un pistil ben desenvolupat, mentre que les flors femenines, lleugerament més petites, tenen petits estaminodis amb anteridis. Hi ha nectaris.

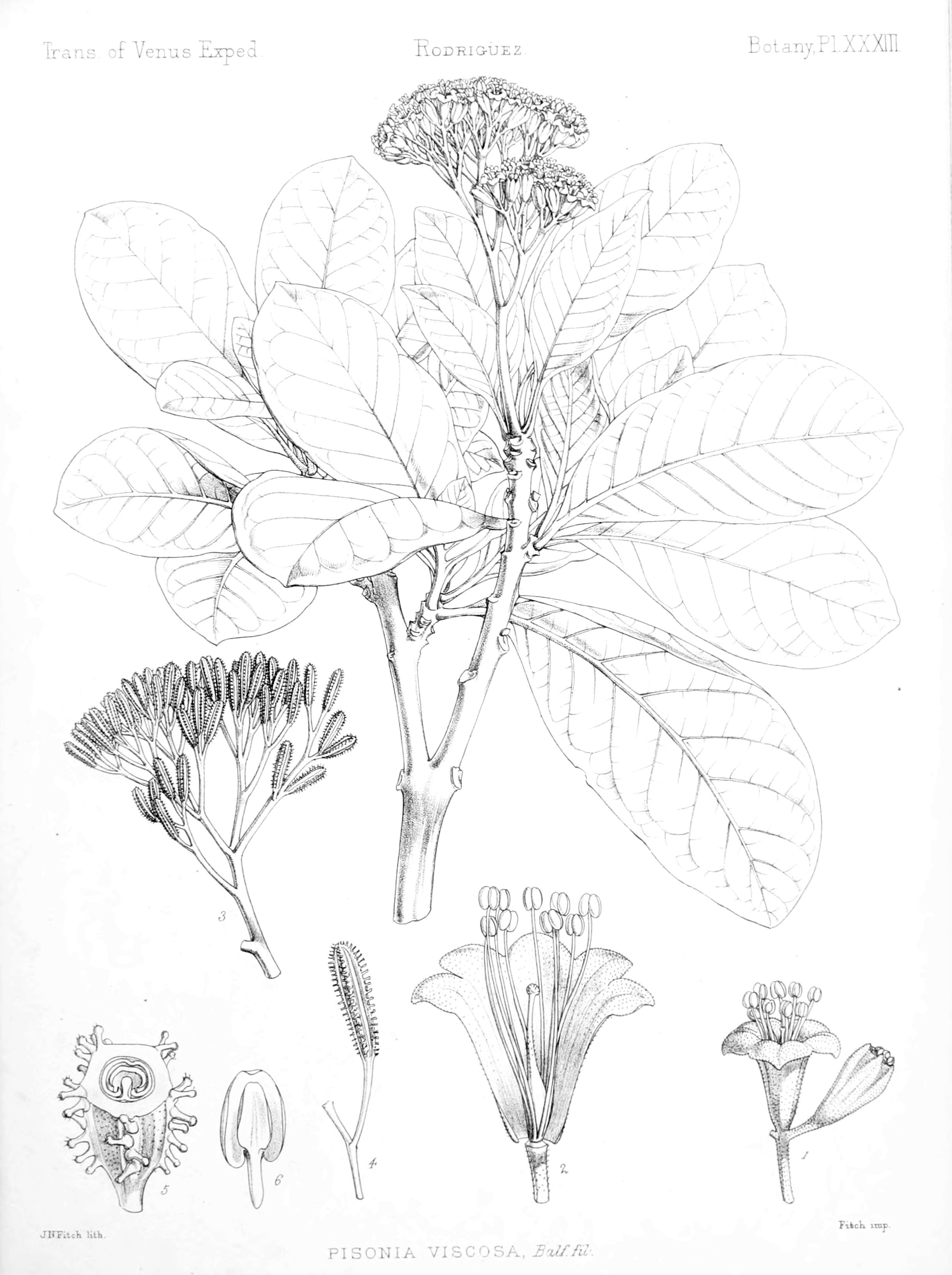
Il·lustració de valor botànic.

Els fruits aquenis, amb una sola llavor, acanalats, d'aproximadament 1-1,4 centímetres de llarg, coriacis, estretament obovats, lleugerament peluts, del periant (antocarp, fals fruit) són enganxosos-glandulars, amb fileres curtes d'espines enganxoses. S'assemblen a una maça punxeguda i l'adhesiu no és soluble en aigua.

Els fruits enganxosos sovint s'enganxen als ocells. Això pot provocar la mort dels ocells si els deixa sense poder volar. Tanmateix, l'adhesió de les llavors també serveix per dispersar-les.

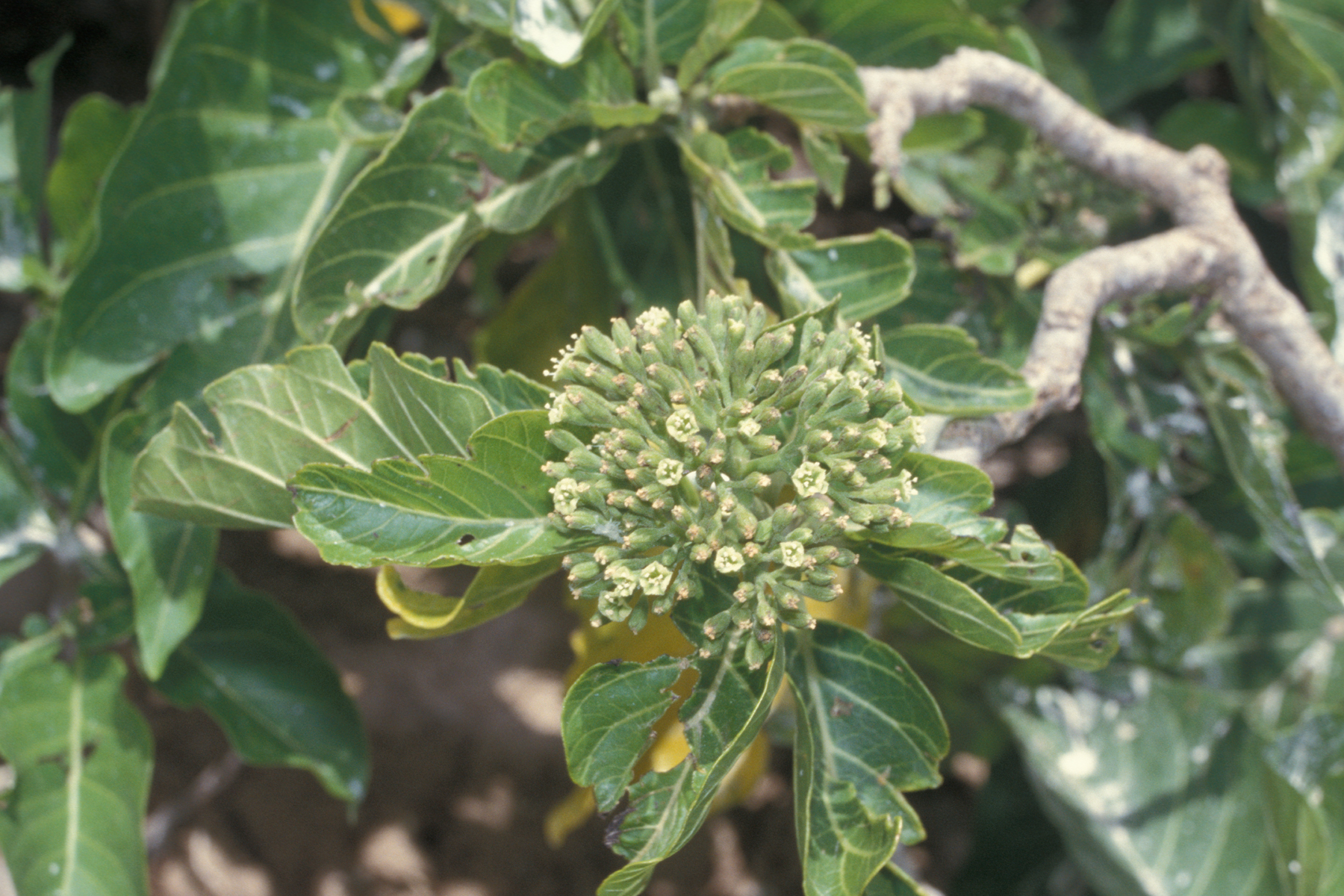
Inflorescència d'un exemplar de P. grandis.
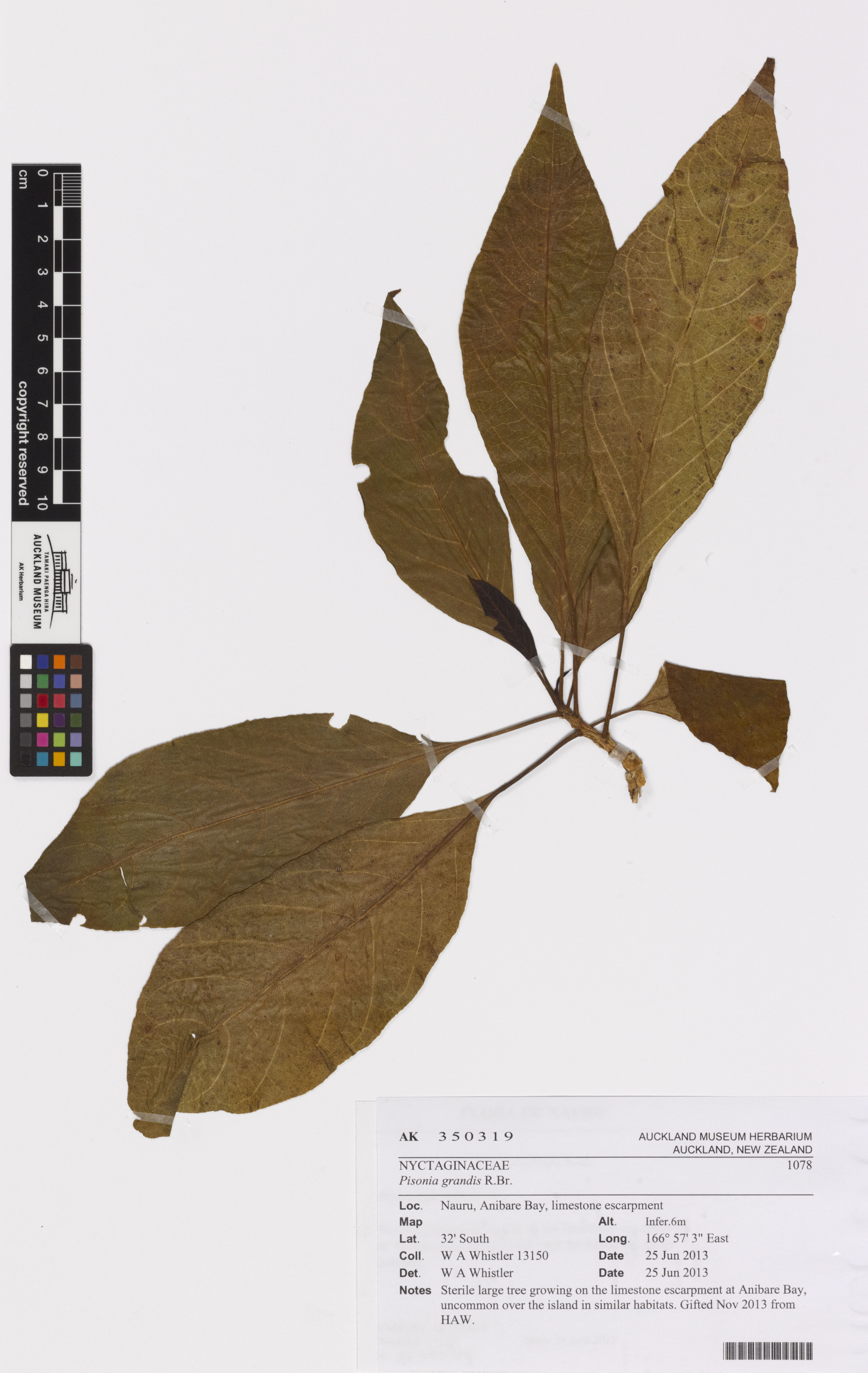
Fulles d'herbolari.
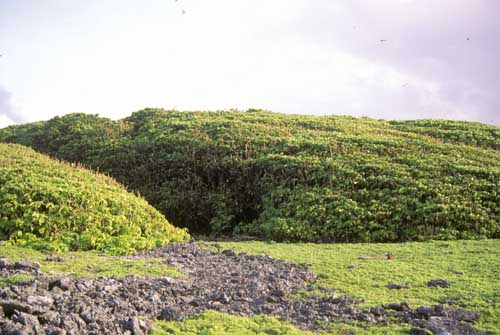
Bosc de pisonia de baixa talla per causa dels vents marins. Illa de Vostok.

La reproducció vegetativa sovint es produeix quan les branques caigudes broten o els brots basals es desenvolupen en nous arbres.

## Distribució
Els arbres de Pisonia es distribueixen per les illes coral·lines dels oceans Índic i Pacífic. L'espècie sovint domina la vegetació madura de les illes coral·lines, creixent en troncs densos i gruixuts de fins a 20 m d'alçada. La fusta de Pisonia és força feble i tova i es descompon ràpidament quan els arbres cauen.
Els boscos de Pisonia són un lloc de nidificació comú per a les aus marines. Un dels millors boscos de Pisonia que queden es pot trobar a l'atol de Palmyra.
L'illa de St. Pierre, al grup Farquhar, va estar coberta per un bosc de Pisonia grandis. Aquest bosc va desaparèixer després de l'extracció de guano entre 1906 i 1972. La vegetació natural va ser destruïda per raspar el guano i el paisatge de l'illa es va tornar erm.

## Usos
Les fulles s'utilitzen tradicionalment com a verdura de fulla en alguns països. Formaven part de la cuina tradicional de les Maldives en plats com el mas huni.

## En la mitologia
La flor es coneix com a ꦮꦶꦗꦪꦏꦸꦱꦸꦩ wijayakusuma ("flor victoriosa") en javanès; una població que es troba en una roca no gaire lluny de Nusa Kambangan, davant de Java, és objecte d'una llegenda on un príncep de Mataram ha de poder aconseguir una flor d'aquest illot com a mesura de força i prova de legitimitat.